# ضبعان (القطن)
'
ضبعان هي إحدى قرى عزلة القطن بمديرية القطن التابعة لمحافظة حضرموت، بلغ تعداد سكانها 225 نسمة حسب تعداد اليمن لعام 2004.